# Клещенко, Ники Сергеевич
Ники Сергеевич Клещенко (рум. Nicky Cleșcenco; род. 23 июля 2001, Дублин) — молдавский футболист, нападающий швейцарского «Сьона» и сборной Молдавии. Выступает на правах аренды в клубе «Петрокуб». Сын Сергея Клещенко.

## Биография

### Клубная карьера
Сын рекордсмена по количеству забитых голов за сборную Молдавии и будущего тренера сборной Сергея Клещенко. Родился в 2001 году в Дублине, но заниматься футболом начинал в Кишинёве, в команде «Буюкань». Позже переехал в Португалию, где занимался в академиях лиссабонского «Спортинга» и «Униан Лейрия». В составе «Лейрии» дебютировал на профессиональном уровне в сезоне 2019/20, сыграв 6 матчей в третьей лиге Португалии. В феврале 2021 года, в качестве свободного агента, перешёл в швейцарский «Сьон» и в течение нескольких лет выступал за фарм-клуб «Сьона» в третьем и четвёртом швейцарских дивизионах.

### Карьера в сборной
В 2019 году дебютировал за молодёжную сборную Молдавии под руководством своего отца. Всего с 2019 по 2022 год сыграл за молодёжную сборную 10 матчей.
В основную сборную Молдавии впервые был вызван тренером Роберто Бордином в июне 2021 года на товарищеские матчи со сборными Турции и Азербайджана. 3 июня дебютировал в игре против Турции (0:4), появившись на замену на 87-й минуте вместо Дана Спэтару